# Alexander Schlager
Alexander Schlager (ur. 1 lutego 1996 w Salzburgu) – austriacki piłkarz występujący na pozycji bramkarza w austriackim klubie LASK oraz w reprezentacji Austrii. Wychowanek Red Bull Salzburg, w trakcie swojej kariery grał także w takich zespołach, jak Liefering, RB Leipzig, Grödig oraz Floridsdorfer.